# Kings World Cup Clubs 2025
La Kings World Cup Clubs 2025 fue un torneo internacional de fútbol 7 organizado por la Kings League. La competición se llevó a cabo en Francia del 1 al 14 de junio. Esta fue la segunda edición del torneo, y la primera en la que participaron clubes de las ligas de Alemania, Brasil, Francia e Italia.
La final del torneo fue el 14 de junio de 2025 en la Paris La Défense Arena, ubicada en la ciudad de Nanterre.

## Organización

### Formato
La competición se disputa en dos fases siguiendo el mismo formato que la edición anterior, una primera con algunas características de torneo en sistema suizo y una fase final de eliminación directa.

### Calendario
| S | Sistema suizo | 1/8 | Octavos de final |
| S | Sistema suizo | 1/4 | Cuartos de final |
| S | Sistema suizo | 1/2 | Semifinales      |
| S | Sistema suizo | F   | Final            |

| Junio de 2024          | 1 Dom | 2 Lun | 3 Mar | 4 Mié | 5 Jue | 6 Vie | 7 Sáb | 8 Dom | 9 Lun | 10 Mar  | 11 Mié  | 12 Jue  | 13 Vie  | 14 Sáb |
| ---------------------- | ----- | ----- | ----- | ----- | ----- | ----- | ----- | ----- | ----- | ------- | ------- | ------- | ------- | ------ |
| Fase (n.o de partidos) | S (8) | S (4) | S (4) | S (4) | S (4) | S (4) | S (4) | S (4) | S (4) | 1/8 (4) | 1/8 (4) | 1/4 (4) | 1/2 (2) | F (1)  |

### Sedes
Todas las rondas a excepción de las semifinales y la final se disputan en el KL France Arena de Villepinte lugar donde se disputa habitualmente la Kings League de Francia, mientras que la final se disputará en Paris La Défense Arena situada en Nanterre.
| Villepinte                | Nanterre               |
| Kings League France Arena | Paris La Défense Arena |
| Capacidad: 6 000          | Capacidad: 17 000      |
|                           |                        |

### Derechos televisivos
Además de las transmisiones en vivo habituales en Kick, Twitch y YouTube, tanto en los canales oficiales de las diferentes ligas como de los presidentes de los equipos, el torneo también se transmitirá a través de la plataforma de streaming DAZN.

## Equipos participantes
En total disputan el torneo 32 equipos, distribuidos de la siguiente forma:
- 1 equipo defensor del título
- 4 equipos de la Kings League de Américas y España
  - 2 equipos campeones de cada uno de los splits disputados durante la temporada
  - 2 equipos no clasificados con mayor sumatoria de puntos entre las fases regulares de los dos splits
- 4 equipos semifinalistas de la Kings League de Brasil, Francia e Italia
- 3 equipos de la Kings League Alemania
  - 2 equipos ganadores del torneo clasificatorio
  - 1 equipo invitado[nota 1]
- 8 equipos invitados

| Equipo                | Liga                  | Vía de clasificación                 | Presidente                                                                 |
| --------------------- | --------------------- | ------------------------------------ | -------------------------------------------------------------------------- |
| Boomers               | Kings League Italia   | Semifinalista del 1.er split         | Federico Leonardo Lucia (Fedez)                                            |
| La Capital CF         |                       | Invitado                             | Lamine Yamal y Lautaro Damián del Campo (La Cobra)                         |
| Los Chamos FC         | Kings League Américas | Campeón del 3.er split               | Donato Muñoz (TheDonato), Flavio Broianigo (YOLO) y Steven Santos (Rdjavi) |
| Dendele FC            | Kings League Brasil   | Finalista del 1.er split             | Aliffe Henrique (Paulinho o Loko) y Lucas Gagliasso (LuquEt4)              |
| Desimpedidos Goti     | Kings League Brasil   | Semifinalista del 1.er split         | Tiago Toguro y Yuri Brida (Yuri22)                                         |
| ERA Colonia           | Kings League Alemania | Subcampeón del torneo clasificatorio | Maik Taschenbier (Zarbex) y Felix Nier (Filow)                             |
| F2R                   | Kings League Francia  | Semifinalista del 1.er split         | Amine Mahmoud (AmineMaTue), Samir Nasri y Jérémy Ménez                     |
| Fluxo FC              | Kings League Brasil   | Semifinalista del 1.er split         | Lucio dos Santos (Cerol) y Bruno Goes (Nobru)                              |
| Furia FC              | Kings League Brasil   | Campeón del 1.er split               | Neymar y Cris Guedes                                                       |
| Futbolistas Locos FC  | Kings League Alemania | Campeón del torneo clasificatorio    | Domenic Strobel (Chefstrobel) y Jakub Dogan (Kuba)                         |
| G2 Football Club      | Kings League Alemania | Invitado                             | Dominik Reezman (Reeze) y Wieland Welte (Rumathra)                         |
| Galácticos del Caribe | Kings League Américas | Sumatoria de puntos en fase regular  | Vincent Pérez y Angelo Valdés (Los Futbolitos) y Santiago Matías (Alofoke) |
| Gear 7 FC             | Kings League Italia   | Semifinalista del 1.er split         | Emanuele Nocera (ManuuXO)                                                  |
| Jijantes FC           | Kings League España   | Campeón del 4.o split                | Gerard Romero                                                              |
| Jynxzi FC             |                       | Invitado                             | Nicholas Stewart (Jynxzi)                                                  |
| Karasu                | Kings League Francia  | Finalista del 1.er split             | Kamel Kebir (Kameto)                                                       |
| Kunisports            | Kings League España   | Invitado                             | Sergio Agüero (Kun Agüero)                                                 |
| Miami 7               |                       | Invitado                             | Jake Paul y Adin Ross                                                      |
| Murash FC             |                       | Invitado                             | Junichi Kato                                                               |
| Olimpo United         | Kings League Américas | Campeón del 2.o split                | Javier Hernández (Chicharito)                                              |
| Panam All Starz       | Kings League Francia  | Campeón del 1.er split               | Arnaud Kalimuendo (Pfut)                                                   |
| Persas FC             | Kings League Américas | Sumatoria de puntos en fase regular  | Andy Merino (ElZeein) y Nicola Porcella                                    |
| Porcinos FC           | Kings League España   | Defensor del título                  | Ibai Llanos y Diego Iglesias (Guanyar)                                     |
| SXB FC                |                       | Invitado                             | Ahmed Alqahtani (SHoNgxBoNg) y Yasser Al-Qahtani                           |
| TRM FC                | Kings League Italia   | Campeón del 1.er split               | Francesco Marzano (TheRealMarzaa)                                          |
| Los Troncos FC        | Kings League España   | Sumatoria de puntos en fase regular  | Jaume Cremades (Perxitaa)                                                  |
| Ultimate Móstoles     | Kings League España   | Campeón del 5.o split                | Mario Alonso (DjMaRiiO)                                                    |
| Ultra Chmicha         |                       | Invitado                             | Ilyas El Maliki                                                            |
| Unit3d                | Kings League Francia  | Semifinalista del 1.er split         | Lucas Hauchard (Squeezie), Sidjil Ben Gana (Djilsi) y Maxime Biaggi        |
| xBuyer Team           | Kings League España   | Sumatoria de puntos en fase regular  | Javier Ruiz (xBuyer) y Eric Ruiz (MiniBuyer)                               |
| Zaytouna FC           |                       | Invitado                             | Gandhi Alimasi Djuna (Gims)                                                |
| FC Zeta               | Kings League Italia   | Finalista del 1.er split             | Antonio Pellegrino (ZW JACKSON) y Luca Toni                                |

## Sistema suizo
En el sistema suizo se disputarán un total de 40 encuentros, distribuidos de la siguiente forma:
- En la primera ronda, los 32 equipos disputan un encuentro cada uno, definido por sorteo.
- Todos los equipos clasifican a la segunda ronda, distribuida en dos grupos:
  - Grupo de ganadores: Los equipos que ganaron su encuentro en la primera ronda disputan un único encuentro con un equipo que también ganó su encuentro de primera ronda. Los ganadores clasifican a octavos de final como cabezas de serie.
  - Grupo de perdedores: Los equipos que perdieron su encuentro en la primera ronda disputan un único encuentro con un equipo que también perdió su encuentro de primera ronda. Los perdedores quedan eliminados del torneo.
- En la tercera y última ronda los equipos que perdieron su encuentro en la ronda de ganadores se enfrentan a un equipo que ganó su encuentro en la ronda de perdedores. Los ganadores clasifican a octavos de final.

- Los horarios son correspondientes a la hora local de Francia (UTC+02:00).

| Equipo                | V | D | R1   | R2  | R3   | GF | GC | Dif |
| --------------------- | - | - | ---- | --- | ---- | -- | -- | --- |
| Furia FC              | 2 | 0 | 8:4  | 7:3 |      | 15 | 7  | 8   |
| Unit3d                | 2 | 0 | 9:4  | 6:3 |      | 15 | 7  | 8   |
| Porcinos FC           | 2 | 0 | 5:4  | 7:3 |      | 12 | 7  | 5   |
| FC Zeta               | 2 | 0 | 5:2  | 5:3 |      | 10 | 5  | 5   |
| Los Troncos FC        | 2 | 0 | 3:2  | 4:1 |      | 7  | 3  | 4   |
| Persas FC             | 2 | 0 | 2:2  | 4:1 |      | 6  | 3  | 3   |
| Dendele FC            | 2 | 0 | 5:4  | 6:5 |      | 11 | 9  | 2   |
| Panam All Starz       | 2 | 0 | 5:4  | 5:4 |      | 10 | 8  | 2   |
| xBuyer Team           | 2 | 1 | 10:1 | 1:4 | 10:6 | 21 | 11 | 10  |
| Desimpedidos Goti     | 2 | 1 | 5:3  | 1:4 | 9:1  | 15 | 8  | 7   |
| Fluxo FC              | 2 | 1 | 6:3  | 4:5 | 6:4  | 16 | 12 | 4   |
| Gear 7 FC             | 2 | 1 | 4:4  | 4:2 | 5:4  | 13 | 10 | 3   |
| F2R                   | 2 | 1 | 5:3  | 5:6 | 4:3  | 14 | 12 | 2   |
| Karasu                | 2 | 1 | 4:4  | 3:5 | 7:3  | 14 | 12 | 2   |
| Futbolistas Locos FC  | 2 | 1 | 3:6  | 5:5 | 4:4  | 12 | 15 | -3  |
| Los Chamos FC         | 2 | 1 | 1:10 | 5:3 | 5:3  | 11 | 16 | -5  |
| Miami 7               | 1 | 2 | 4:5  | 9:2 | 4:6  | 17 | 13 | 4   |
| SXB FC                | 1 | 2 | 4:5  | 8:3 | 3:7  | 15 | 15 | 0   |
| La Capital CF         | 1 | 2 | 2:2  | 6:5 | 3:4  | 11 | 11 | 0   |
| Ultimate Móstoles     | 1 | 2 | 3:1  | 3:7 | 4:4  | 10 | 12 | -2  |
| Jijantes FC           | 1 | 2 | 5:4  | 3:7 | 4:5  | 12 | 16 | -4  |
| Galácticos del Caribe | 1 | 2 | 5:4  | 3:6 | 3:5  | 11 | 15 | -4  |
| Boomers               | 1 | 2 | 4:9  | 6:5 | 6:10 | 16 | 24 | -8  |
| Jynxzi FC             | 1 | 2 | 4:5  | 5:5 | 1:9  | 10 | 19 | -9  |
| Ultra Chmicha         | 0 | 2 | 4:5  | 5:5 |      | 9  | 10 | -1  |
| ERA Colonia           | 0 | 2 | 4:5  | 5:6 |      | 9  | 11 | -2  |
| Murash FC             | 0 | 2 | 3:5  | 5:5 |      | 8  | 10 | -2  |
| Zaytouna FC           | 0 | 2 | 3:5  | 5:6 |      | 8  | 11 | -3  |
| TRM FC                | 0 | 2 | 2:3  | 3:5 |      | 5  | 8  | -3  |
| Olimpo United         | 0 | 2 | 2:5  | 2:4 |      | 4  | 9  | -5  |
| Kunisports            | 0 | 2 | 4:8  | 3:8 |      | 7  | 16 | -9  |
| G2 Football Club      | 0 | 2 | 1:3  | 2:9 |      | 3  | 12 | -9  |

### Ronda 1
| 1 de junio de 2025 | F2R                                                                                        | 5:3 (2:2) | Murash FC                                                            | KL France Arena, Villepinte |  |
| 15:00              | - Benoît Costil 2' - Yacine Boucharoud 14' - Amara Fofana 23', 37' - Haris El Mouttaqi 35' | Reporte   | - 1' Keisuke Fukaya - 7' Kensuke Enjo - 38' (s.o.) Shunsuke Nakamura |                             |  |

| 1 de junio de 2025 | Desimpedidos Goti                                                      | 5:3 (3:1) | Zaytouna FC                                              | KL France Arena, Villepinte |  |
| 16:00              | - Leo Gol 7', 20+2', 32' (s.o.) - Jonatas Batman 20' - Victor Bolt 31' | Reporte   | - 1' Jean-Marc JMK - 28' Zoutini Salah - 29' (pen.) Gims |                             |  |

| 1 de junio de 2025 | FC Zeta                                                                         | 5:2 (3:1) | Olimpo United                           | KL France Arena, Villepinte |  |
| 17:00              | - Matteo Manzoni 5' - Matteo Perrotti 18', 38' (pen.) - Cosimo Chiricò 20', 26' | Reporte   | - 9' Marco Bueno - 37' Brayan Hernández |                             |  |

| 1 de junio de 2025 | Ultra Chmicha                                                                             | 4:5 (3:2) | Panam All Starz                                                                                               | KL France Arena, Villepinte |  |
| 18:00              | - Issam Erraki 2' - Mohamed Boullouh 15' - Idriss Raiss 20+1' - Ilyas ElMaliki 34' (pen.) | Reporte   | - 1' Guillaume Lesec - 1' Sofiane Bendaoud - 34' Nassim L'Ghoul - 34' Moussa SAO - 36' (s.o.) Nicolas Martins |                             |  |

| 1 de junio de 2025 | Galácticos del Caribe                                         | 5:4 (2:4) | ERA Colonia                                                                  | KL France Arena, Villepinte |  |
| 19:00              | - José Askenazi 20' - Well 20+1', 37' - Alexis Silva 40' (x2) | Reporte   | - 1' Daniel Maus - 17' Niklas Doll - 18' (pen.) Filow - 20+2' Moritz Leitner |                             |  |

| 1 de junio de 2025 | G2 Football Club     | 1:3 (1:3) | Ultimate Móstoles                                                    | KL France Arena, Villepinte |  |
| 20:00              | - Abdullah Telli 19' | Reporte   | - 1' Alberto de la Bella - 2' Diego de la Mata - 5' Ferran Corominas |                             |  |

| 1 de junio de 2025 | Furia FC                                                                                            | 8:4 (3:4) | Kunisports                                      | KL France Arena, Villepinte |  |
| 21:00              | - Ryan Lima 13' - Lipão 19', 32' - Leleti 20+1', 40+1' (x2) - Murillo Donato 26' - Matheus Dedo 27' | Reporte   | - 2', 9' Javi Espinosa - 20', 20+1' Luis García |                             |  |

| 1 de junio de 2025 | Porcinos FC                                                                           | 5:4 (3:3) | Miami 7                                                                     | KL France Arena, Villepinte |  |
| 22:00              | - Nico Santos 19' - Gilles Vidal 20', 29' (s.o.) - Nadir Louah 20+1' - Marc Pelaz 24' | Reporte   | - 1', 20+1' Aitor Vives - 11' Juan Antonio Gallego - 34' (a.g.) Nico Santos |                             |  |

| 2 de junio de 2025 | Fluxo FC                                                                                       | 6:3 (3:2) | Futbolistas Locos FC                           | KL France Arena, Villepinte |  |
| 19:00              | - Luís Boolt 1', 19' - Thiaguinho 15' - Vini Alexandre 24' - Helber Jr. 26' - Nobru 26' (pen.) | Reporte   | - 11', 38' Salmin Rebronja - 20' Dennis Öztürk |                             |  |

| 2 de junio de 2025 | Boomers                                                                                        | 4:9 (3:5) | Unit3d | KL France Arena, Villepinte |  |
| 20:00              | - Simone Lo Faso 2' - Alessandro Ferreri 7' - Daniel Santoro 20+1' - Simone Lo Faso 23' (pen.) | Reporte   | - 4' Clement Goguey - 9', 20' Marvin Emmanuel - 19', 24' Abdraman Toure - 20+1', 22' Abdourahim Moina Afia Alidi - 23' (pen.) Djilsi - 32' Alex Diliberto |                             |  |

| 2 de junio de 2025 | SXB FC                                                                                     | 4:5 (2:1) | Jijantes FC                                         | KL France Arena, Villepinte |  |
| 21:00              | - Diego Martínez 20' - David Loaiza 20+1' - Yasser Al-Qahtani 22' (pen.) - Luis Moreno 38' | Reporte   | - 2', 39' (x2) Pol Ortega - 40+2' (x2) Víctor Vidal |                             |  |

| 2 de junio de 2025 | Persas FC | 2:2 (2:1) (4:3 p.)         | La Capital CF | KL France Arena, Villepinte |  |
| 22:00              | - Davi Ilario 1', 19' | Reporte                    | - 20' Abubacarry Juwara - 34' (pen.) La Cobra                                                                                              |                             |  |
|                    | | Tiros desde el punto penal | |                             |  |
|                    | - Lawrence Lonsdale - Donovan Martínez - Jhon Palacios - Yair Arias - Davi Ilario - Antonio Monterde - Kevin Valdez - Davi Ilario - Lawrence Lonsdale |                            | - Adrià Petit - Mouad Louraoui - Joan Benet - Daouada Bamma - Abubacarry Juwara - Manel Jiménez - Jordi Cano - Diego Almeida - Adrià Petit |                             |  |

| 3 de junio de 2025 | Los Troncos FC                                         | 3:2 (2:1) | TRM FC                                              | KL France Arena, Villepinte |  |
| 19:00              | - Eloy Amoedo 1' - Gerard Nolla 3' - Diego Jiménez 24' | Reporte   | - 1' Alessandro Vagge - 34' (pen.) Francesco Caputo |                             |  |

| 3 de junio de 2025 | Gear 7 FC                                                                                  | 4:4 (2:3) (1:2 p.)         | Karasu                                                                                         | KL France Arena, Villepinte |  |
| 20:00              | - Gianmarco Chironi 1' - Domenico Rossi 3', 38' (s.o.), 38' (s.o.)                         | Reporte                    | - 1' Bilal Bouchelouche - 8' (pen.), 20' Guilherme Carvalho Feitosa - 22' (pen.) Hamza         |                             |  |
|                    |                                                                                            | Tiros desde el punto penal |                                                                                                |                             |  |
|                    | - Domenico Rossi - Alessandro Gelsi - Davide Donzelli - Adrián De La Cruz - Niccolò Ciceri |                            | - Guilherme Carvalho Feitosa - Foued Kadir - Mohammed Berrabah - Alexandre Fakir - Yohan Mollo |                             |  |

| 3 de junio de 2025 | xBuyer Team | 10:1 (2:1) | Los Chamos FC     | KL France Arena, Villepinte |  |
| 21:00              | - Fuad El Amrani 2' - Víctor Oribe 14' - Eric Ruiz 26' (pen.) - Pablo Beguer 34' - Adri Gimeno 39' (x2) - Ao Kishimoto 40+1' (x2) - Iker Alcarazo 40+2' (x2) | Reporte    | - 17' (pen.) Yolo |                             |  |

| 3 de junio de 2025 | Dendele FC                                                                     | 5:4 (2:0) | Jynxzi FC                                                                    | KL France Arena, Villepinte |  |
| 22:00              | - Canhoto 2' - Lyncoln Oliveira 20' - Romarinho 24' - Gabriel Repulho 32' (x2) | Reporte   | - 21' (pen.) Brinquinho - 27' (s.o.), 36' Roc Bancells - 30' Naoufal Boumina |                             |  |

### Ronda 2

#### Grupo de ganadores
| 4 de junio de 2025 | Ultimate Móstoles                                                | 3:7 (2:1) | Porcinos FC | KL France Arena, Villepinte |  |
| 21:00              | - Aleix Hernando 4' - Diego de la Mata 19' - DjMaRiiO 38' (pen.) | Reporte   | - 3' Adrián Lledó - 20' (pen.) Marc Pelaz - 27' Óscar Coll - 31' Stelios Orgianos - 38' Adrián Frutos - 40+1' (x2) Nico Santos |                             |  |

| 4 de junio de 2025 | Desimpedidos Goti                  | 1:4 (0:3) | Persas FC                                               | KL France Arena, Villepinte |  |
| 22:00              | - Leo Gol 30' - Yuri 22 38' (pen.) | Reporte   | - 3', 18', 27' Jhon Palacios - 20+1' (s.o.) Davi Ilario |                             |  |

| 5 de junio de 2025 | Unit3d | 6:3 (5:3) | Galácticos del Caribe                           | KL France Arena, Villepinte |  |
| 21:00              | - Florian Forestier 1' - Youssef Khatiri 13' - Marvin Emmanuel 19', 20+2' - Abdourahim Moina 20+1' - Alseny Sano 32' | Reporte   | - 20', 20+1', 20+1' Wellington 'Well' Rodrigues |                             |  |

| 5 de junio de 2025 | Fluxo FC                                                                                     | 4:5 (2:1) | Panam All Starz                                                                                  | KL France Arena, Villepinte |  |
| 22:00              | - Vinicius 'Vini' Alexandre 2', 20+1' - Matheus 'Chaveirinho' da Cruz 24' - Victor Bueno 32' | Reporte   | - 19' Sofiane Bendaoud - 23' Pfut - 26' Eric Mathieu - 38' Nicolas Martins - 40' Nicolas Martins |                             |  |

| 6 de junio de 2025 | Karasu                                                     | 3:5 (2:0) | FC Zeta                                                                                                 | KL France Arena, Villepinte |  |
| 20:00              | - Guilherme Carvalho Feitosa 1', 20+1' - Kameto 29' (pen.) | Reporte   | - 20+1', 33' (pen.) Matteo Perrotti - 29' Fabio Di Mauro - 29' (pen.) ZW Jackson - 32' Tommaso Bernardi |                             |  |

| 6 de junio de 2025 | Los Troncos FC                                                                 | 4:1 (3:1) | xBuyer Team        | KL France Arena, Villepinte |  |
| 21:00              | - Carles Planas 1' - Gerard Nolla 2' - Diego Jiménez 20' - Perxitaa 32' (pen.) | Reporte   | - 19' Pablo Beguer |                             |  |

| 6 de junio de 2025 | Dendele FC                                                                                              | 6:5 (4:2) | F2R                                                                            | KL France Arena, Villepinte |  |
| 22:00              | - Lyncoln Oliveira 2' - Lucas Hector 3', 26' - Tuco 14' - Guilherme Carvalho 20+1' - LuquEt4 20' (pen.) | Reporte   | - 8' Amara Fofana - 20', 23' William Harhouz - 37' (pen. x2) Haris El Mouttaqi |                             |  |

| 7 de junio de 2025 | Jijantes FC                                | 3:7 (2:4) | Furia FC                                                                                  | KL France Arena, Villepinte |  |
| 22:00              | - Pol Ortega 20', 20+2' - Albert López 26' | Reporte   | - 1', 40+1' (x2) Leleti - 13' Matheus Dedo - 19' (s.o.), 20+2' Lipão - 21' Murillo Donato |                             |  |

#### Grupo de perdedores
| 4 de junio de 2025 | Zaytouna FC                                                                | 5:6 (0:6) | La Capital CF                                                                                  | KL France Arena, Villepinte |  |
| 19:00              | - Zoutini Salah 26' (x2) - Ayoub Bahrouji 35' - Oussama Benlaadem 26' (x2) | Reporte   | - 1' Manel Jiménez - 4' Jordi Cano - 13' Joan Benet - 18' (pen.) La Cobra - 20+2' Oscar Alepuz |                             |  |

| 4 de junio de 2025 | G2 Football Club                           | 2:9 (1:2) | Miami 7 | KL France Arena, Villepinte |  |
| 20:00              | - Yunus Malli 14' - Yunus Malli 35' (s.o.) | Reporte   | - 1' Marc Briones - 19', 32' (x2) Juan Antonio Gallego - 19' David Ortiz - 40+1' (pen. x2), 40+2' (x2) Josu Rodríguez |                             |  |

| 5 de junio de 2025 | Boomers | 6:5 (4:2) | ERA Colonia                                                      | KL France Arena, Villepinte |  |
| 19:00              | - Mirko Dario 1' - Bryan Mecca 8' - Daniel Santoro 17' - Simone Lo Faso 19', 37' (s.o.) - Martino Capelli 24' | Reporte   | - 19', 20+1' Daniel Maus - 29', 35', 38' (pen.) Marco Terrazzino |                             |  |

| 5 de junio de 2025 | Futbolistas Locos FC                                                                                        | 5:5 (1:4) (2:1 p.)         | Ultra Chmicha | KL France Arena, Villepinte |  |
| 20:00              | - Noah Can 1' - Salmin Rebronja 27' - Yassir Jarici 28' (a.g.) - Lordan Handanovic 29' - KubaFPS 34' (pen.) | Reporte                    | - 2' Mzirira Marouane - 15' (a.g.) Salmin Rebronja - 20' (pen.) Soufian Charraoui - 20+1' Issam Erraki - 34' (pen.) Ilyas ElMaliki |                             |  |
|                    | | Tiros desde el punto penal | |                             |  |
|                    | - Salmin Rebronja - Salvatore Giambra - Dennis Öztürk - Noah Can - Lordan Handanovic                        |                            | - Mbark Boussoufa - Soufian Charraoui - Issam Erraki - Idriss Raiss - Mohamed Boullouh                                             |                             |  |

| 6 de junio de 2025 | Gear 7 FC                                          | 4:2 (4:2) | Olimpo United                     | KL France Arena, Villepinte |  |
| 19:00              | - Gianmarco Chironi 1', 1', 2' - Domenico Rossi 5' | Reporte   | - 14', 20+1' Jacob 'Lobo' Morales |                             |  |

| 7 de junio de 2025 | Jynxzi FC                                                                              | 5:5 (3:2) (3:2 p.)         | Murash FC                                                                                  | KL France Arena, Villepinte |  |
| 19:00              | - David 'Brinquinho' de Paula 2', 20', 21+1', 28' (x2)                                 | Reporte                    | - 1' Ryohei Oda - 9' Toshiya Miyashita - 27' Junichi Kato - 39' (a.g. x2) Bryan Bustamante |                             |  |
|                    |                                                                                        | Tiros desde el punto penal |                                                                                            |                             |  |
|                    | - Aleix Martí - Santiago Gordillo - David de Paula - Naoufal Boumina - Leonardo Torres |                            | - Shohei Agata - Kasho Tamura - Kazuki Hamamoto - Kensuke Enjo - Shunsuke Nakamura         |                             |  |

| 7 de junio de 2025 | TRM FC                                                                          | 3:5 (1:3) | Los Chamos FC                                                              | KL France Arena, Villepinte |  |
| 20:00              | - Francesco Caputo 13' - Simone Scanferlato 21' - Alessandro Colombo 24' (s.o.) | Reporte   | - 1', 3' Tona Mejía - 20+1', 37' (pen.) Juan Cisneros - 36' Edwin Cárdenas |                             |  |

| 7 de junio de 2025 | SXB FC | 8:3 (4:2) | Kunisports                                                                | KL France Arena, Villepinte |  |
| 21:00              | - Camilo Mena 1' - Angellot Caro 2', 20+1' - Kevin Cardona 9' - Camilo Saiz 22' - Angellot Caro 24', 40+3' (x2) | Reporte   | - 18' Isaac 'Isi' Mendes - 19' Javi Espinosa - 28' Dani 'Mini Bartu' Ruiz |                             |  |

### Ronda 3
| 8 de junio de 2025 | xBuyer Team | 10:6 (6:2) | Boomers                                                         | KL France Arena, Villepinte |  |
| 19:00              | - Manuel Martín 1' - Jacobo Liencres 9' - Víctor Oribe 12' - Fuad El Amrani 19', 20+1', 40+3' (x2) - Pablo Beguer 20+2' - Adri Gimeno 24', 35' | Reporte    | - 1', 3', 21' (pen.), 32' Simone Lo Faso - 40+1' Stefano Sberna |                             |  |

| 8 de junio de 2025 | Ultimate Móstoles                                                                                       | 4:4 (2:1) (1:2 p.)         | Futbolistas Locos FC                                                                                | KL France Arena, Villepinte |  |
| 20:00              | - Kilian Honorato 18' - Dani Liñares 20' - DjMaRiiO 33' - Aleix Hernando 34'                            | Reporte                    | - 6', 30' (pen.) Salmin Rebronja - 30' Nico Czichi - 30' Chefstrobel                                |                             |  |
|                    | | Tiros desde el punto penal | |                             |  |
|                    | - Dani Liñares - Sergi Gestí - Ferran Corominas - Diego de la Mata - Alberto de la Bella - José Segovia |                            | - Nico Czichi - Salvatore Giambra - Salmin Rebronja - Noah Can - Lordan Handanovic - Daniel Dreesen |                             |  |

| 8 de junio de 2025 | Galácticos del Caribe                                       | 3:5 (3:3) | Los Chamos FC                                                                   | KL France Arena, Villepinte |  |
| 21:00              | - José Askenazi 4', 20+1' - Wellington 'Well' Rodrigues 20' | Reporte   | - 9' Toni Alvarado - 10', 20+1', 34' Genaro Castillo - 36' (pen.) Juan Cisneros |                             |  |

| 8 de junio de 2025 | Fluxo FC                                                                                      | 6:4 (5:3) | Miami 7                                                                        | KL France Arena, Villepinte |  |
| 22:00              | - Luís 'Boolt' Richieri 1', 32' - Vinicius 'Vini' Alexandre 10', 20+1' - Helber Jr 20', 20+2' | Reporte   | - 2', 20+1' Juan Antonio Gallego - 20' Alexander Bertrand - 20' Josu Rodríguez |                             |  |

| 9 de junio de 2025 | Jijantes FC                                                               | 4:5 (2:2) | Gear 7 FC                                                                                                | KL France Arena, Villepinte |  |
| 19:00              | - Pol Ortega 1', 2' - Juan De Dios Martínez 26' - Albert López 38' (s.o.) | Reporte   | - 1' Gianmarco Chironi - 20' Gabriele Folla - 38' (pen.) Manuuxo - 40+1' (a.g. x2) Juan De Dios Martínez |                             |  |

| 9 de junio de 2025 | F2R                                                                     | 4:3 (2:1) | La Capital CF                                              | KL France Arena, Villepinte |  |
| 20:00              | - Benoît Costil 1' - Haris El Mouttaqi 20' 40+1' (pen.) - Kevin Bru 31' | Reporte   | - 14' Diego Almeida - 27' (pen.) La Cobra - 33' Joan Benet |                             |  |

| 9 de junio de 2025 | Karasu | 7:3 (5:1) | SXB FC                                                         | KL France Arena, Villepinte |  |
| 21:00              | - Guilherme Carvalho 1' - Yohan Mollo 3', 20' - Alexandre Fakir 17' - Mehdi Marin 20+1' - Foued Kadir 40+3' (x2) | Reporte   | - 2' Angellot Caro - 21' (pen.) SHoNgxBoNg - 32' Kevin Cardona |                             |  |

| 9 de junio de 2025 | Desimpedidos Goti | 9:1 (5:0) | Jynxzi FC                    | KL France Arena, Villepinte |  |
| 22:00              | - Luis 'Luisinho' Alves 1' - Marcello 'Marcelinho' Junior 10' (pen.), 28' - Leo Gol 11', 20' - Toguro 12' (pen.) - Gabriel Menoci 29' - Gustavo 'Gustavinho' Henrique 39' (x2) | Reporte   | - 20' (s.o.) Naoufal Boumina |                             |  |

## Fase final
En la fase final del torneo se disputa un cuadro de eliminación directa compuesto por 16 equipos. Para definir los emparejamientos se realiza un sorteo, en el cual se establecen dos bombos diferenciados: uno con los ocho equipos que finalizaron invictos la fase anterior, y otro con los ocho restantes. Los equipos invictos son considerados cabezas de serie, por lo que no pueden enfrentarse entre sí en esta primera ronda de eliminatorias.
- Los horarios son correspondientes a la hora local de Francia (UTC+02:00).

|  | Octavos de final         | Octavos de final         |                 |                | Cuartos de final    | Cuartos de final    |  |                | Semifinales         | Semifinales         |  |                | Final               | Final               |  |
|  | 10 y 11 de junio de 2025 | 10 y 11 de junio de 2025 |                 |                | 12 de junio de 2025 | 12 de junio de 2025 |  |                | 13 de junio de 2025 | 13 de junio de 2025 |  |                | 14 de junio de 2025 | 14 de junio de 2025 |  |
|  |                          |                          |                 |                |                     |                     |  |                |                     |                     |  |                |                     |                     |  |
|  |                          |                          |                 |                |                     |                     |  |                |                     |                     |  |                |                     |                     |  |
|  | Los Troncos FC           | 4                        |                 |                |                     |                     |  |                |                     |                     |  |                |                     |                     |  |
|  | Los Troncos FC           | 4                        |                 |                |                     |                     |  |                |                     |                     |  |                |                     |                     |  |
|  | Los Chamos FC            | 2                        |                 |                |                     |                     |  |                |                     |                     |  |                |                     |                     |  |
|  | Los Chamos FC            | 2                        |                 | Los Troncos FC | 5                   |                     |  |                |                     |                     |  |                |                     |                     |  |
|  |                          |                          |                 | Los Troncos FC | 5                   |                     |  |                |                     |                     |  |                |                     |                     |  |
|  |                          |                          | Gear 7 FC       | 4              |                     |                     |  |                |                     |                     |  |                |                     |                     |  |
|  | FC Zeta                  | 6                        | Gear 7 FC       | 4              |                     |                     |  |                |                     |                     |  |                |                     |                     |  |
|  | FC Zeta                  | 6                        |                 |                |                     |                     |  |                |                     |                     |  |                |                     |                     |  |
|  | Gear 7 FC                | 7                        |                 |                |                     |                     |  |                |                     |                     |  |                |                     |                     |  |
|  | Gear 7 FC                | 7                        |                 |                |                     |                     |  | Los Troncos FC | 6                   |                     |  |                |                     |                     |  |
|  |                          |                          |                 |                |                     |                     |  | Los Troncos FC | 6                   |                     |  |                |                     |                     |  |
|  |                          |                          | Fluxo FC        | 5              |                     |                     |  |                |                     |                     |  |                |                     |                     |  |
|  | Persas FC                | 3                        | Fluxo FC        | 5              |                     |                     |  |                |                     |                     |  |                |                     |                     |  |
|  | Persas FC                | 3                        |                 |                |                     |                     |  |                |                     |                     |  |                |                     |                     |  |
|  | Fluxo FC                 | 5                        |                 |                |                     |                     |  |                |                     |                     |  |                |                     |                     |  |
|  | Fluxo FC                 | 5                        |                 | Fluxo FC       | 5                   |                     |  |                |                     |                     |  |                |                     |                     |  |
|  |                          |                          |                 | Fluxo FC       | 5                   |                     |  |                |                     |                     |  |                |                     |                     |  |
|  |                          |                          | Panam All Starz | 4              |                     |                     |  |                |                     |                     |  |                |                     |                     |  |
|  | Panam All Starz          | 7                        | Panam All Starz | 4              |                     |                     |  |                |                     |                     |  |                |                     |                     |  |
|  | Panam All Starz          | 7                        |                 |                |                     |                     |  |                |                     |                     |  |                |                     |                     |  |
|  | F2R                      | 3                        |                 |                |                     |                     |  |                |                     |                     |  |                |                     |                     |  |
|  | F2R                      | 3                        |                 |                |                     |                     |  |                |                     |                     |  | Los Troncos FC | 6                   |                     |  |
|  |                          |                          |                 |                |                     |                     |  |                |                     |                     |  | Los Troncos FC | 6                   |                     |  |
|  |                          |                          | Porcinos FC     | 3              |                     |                     |  |                |                     |                     |  |                |                     |                     |  |
|  | Dendele FC               | 7                        | Porcinos FC     | 3              |                     |                     |  |                |                     |                     |  |                |                     |                     |  |
|  | Dendele FC               | 7                        |                 |                |                     |                     |  |                |                     |                     |  |                |                     |                     |  |
|  | Desimpedidos Goti        | 6                        |                 |                |                     |                     |  |                |                     |                     |  |                |                     |                     |  |
|  | Desimpedidos Goti        | 6                        |                 | Dendele FC     | 5                   |                     |  |                |                     |                     |  |                |                     |                     |  |
|  |                          |                          |                 | Dendele FC     | 5                   |                     |  |                |                     |                     |  |                |                     |                     |  |
|  |                          |                          | Porcinos FC     | 6              |                     |                     |  |                |                     |                     |  |                |                     |                     |  |
|  | Porcinos FC              | 8                        | Porcinos FC     | 6              |                     |                     |  |                |                     |                     |  |                |                     |                     |  |
|  | Porcinos FC              | 8                        |                 |                |                     |                     |  |                |                     |                     |  |                |                     |                     |  |
|  | xBuyer Team              | 7                        |                 |                |                     |                     |  |                |                     |                     |  |                |                     |                     |  |
|  | xBuyer Team              | 7                        |                 |                |                     |                     |  | Porcinos FC    | 5                   |                     |  |                |                     |                     |  |
|  |                          |                          |                 |                |                     |                     |  | Porcinos FC    | 5                   |                     |  |                |                     |                     |  |
|  |                          |                          | Furia FC        | 4              |                     |                     |  |                |                     |                     |  |                |                     |                     |  |
|  | Furia FC                 | 9                        | Furia FC        | 4              |                     |                     |  |                |                     |                     |  |                |                     |                     |  |
|  | Furia FC                 | 9                        |                 |                |                     |                     |  |                |                     |                     |  |                |                     |                     |  |
|  | Karasu                   | 6                        |                 |                |                     |                     |  |                |                     |                     |  |                |                     |                     |  |
|  | Karasu                   | 6                        |                 | Furia FC       | 8                   |                     |  |                |                     |                     |  |                |                     |                     |  |
|  |                          |                          |                 | Furia FC       | 8                   |                     |  |                |                     |                     |  |                |                     |                     |  |
|  |                          |                          | Unit3d          | 1              |                     |                     |  |                |                     |                     |  |                |                     |                     |  |
|  | Unit3d                   | 7                        | Unit3d          | 1              |                     |                     |  |                |                     |                     |  |                |                     |                     |  |
|  | Unit3d                   | 7                        |                 |                |                     |                     |  |                |                     |                     |  |                |                     |                     |  |
|  | Futbolistas Locos FC     | 2                        |                 |                |                     |                     |  |                |                     |                     |  |                |                     |                     |  |
|  | Futbolistas Locos FC     | 2                        |                 |                |                     |                     |  |                |                     |                     |  |                |                     |                     |  |
|  |                          |                          |                 |                |                     |                     |  |                |                     |                     |  |                |                     |                     |  |

### Octavos de final
| 10 de junio de 2025 | FC Zeta                                                                               | 6:7 (6:4) | Gear 7 FC                                                                                            | KL France Arena, Villepinte |  |
| 19:00               | - Matteo Perrotti 13' (pen.), 19' - Cosimo Chiricò 13', 20' - Matteo Manzoni 27' (x2) | Reporte   | - 1', 19', 20+1', 20+1' (s.o.) Domenico Rossi - 3' (pen.) Alessandro Gelsi - 8', 29' Leandro Cosenza |                             |  |

| 10 de junio de 2025 | Los Troncos FC                    | 4:2 (2:1) | Los Chamos FC                               | KL France Arena, Villepinte |  |
| 20:00               | - Gerard Nolla 19', 20', 33' (x2) | Reporte   | - 20+1' Christian Lagunas - 38' (pen.) Yolo |                             |  |

| 10 de junio de 2025 | Persas FC                    | 3:5 (2:3) | Fluxo FC                                                                                     | KL France Arena, Villepinte |  |
| 21:00               | - Jhon Palacios 3', 20', 28' | Reporte   | - 10', 20+1' Luís 'Boolt' Richieri - 20', 37' Helber Jr. - 29' Matheus 'Chaveirinho' da Cruz |                             |  |

| 10 de junio de 2025 | Panam All Starz | 7:3 (4:1) | F2R                                                             | KL France Arena, Villepinte |  |
| 22:00               | - Guillaume Lesec 1' - Sofiane Bendaoud 2' - Nicolas Martins 16' - Moussa SAO 20+1' - Pfut 21' (pen.) - Nassim L'Ghoul 24', 33' | Reporte   | - 1' William Harhouz - 25' (pen.), 38' (pen.) Haris El Mouttaqi |                             |  |

| 11 de junio de 2025 | Unit3d | 7:2 (3:0) | Futbolistas Locos FC                           | KL France Arena, Villepinte |  |
| 19:00               | - Florian Forestier 1' - Abdraman Toure 4' - Marvin Emmanuel 19', 30' (x2) - Squeezie 37' (pen.) - Clement Goguey 37' | Reporte   | - 22' Salmin Rebronja - 37' (pen.) Chefstrobel |                             |  |

| 11 de junio de 2025 | Porcinos FC                                                                 | 8:7 (3:4) | xBuyer Team                                                                                    | KL France Arena, Villepinte |  |
| 20:00               | - Gilles Vidal 18', 19', 20+1', 34' (s.o.), 40' (x2) - Nico Santos 36', 37' | Reporte   | - 2' Pablo Beguer - 15', 20', 34' (x2) Víctor Oribe - 19' Fuad El Amrani - 21' Jacobo Liencres |                             |  |

| 11 de junio de 2025 | Dendele FC                                                                                   | 7:6 (3:2) | Desimpedidos Goti                                                                            | KL France Arena, Villepinte |  |
| 21:00               | - Canhoto 2', 19', 37' (pen.) - Tuco 20+1' - LuquEt4 36' (pen.) - Gabriel Repulho 40+1' (x2) | Reporte   | - 1' Luis 'Luisinho' Alves - 20' Leo Gol - 26', 36', 40+4' (x2) Marcello 'Marcelinho' Junior |                             |  |

| 11 de junio de 2025 | Furia FC                                                                                                   | 9:6 (4:4) | Karasu | KL France Arena, Villepinte |  |
| 22:00               | - Victor Hugo 1' - Matheus Dedo 4' - Leleti 7', 39' (x2) - Lipão 17', 20' (s.o.), 22' - João Pelegrini 37' | Reporte   | - 1' Guilherme Carvalho - 2' Bilal Bouchelouche - 14' Salim Abdou - 20' Johan Mollo - 23' Hamza - 30' Mehdi Gacem |                             |  |

### Cuartos de final
| 12 de junio de 2025 | Los Troncos FC                                                                                 | 5:4 (3:4) | Gear7                                                                                  | KL France Arena, Villepinte |  |
| 19:00               | - Eloy Amoedo 2' - Diego Jiménez 6' - Joan Verdú 18' - Perxitaa 38' (pen.) - Oriol Boada 40+1' | Reporte   | - 1' Gianmarco Chironi - 1' Domenico Rossi - 5' Alessandro Gelsi - 14' Leandro Cosenza |                             |  |

| 12 de junio de 2025 | Fluxo FC | 5:4 (2:2) | Panam All Starz                                                                | KL France Arena, Villepinte |  |
| 20:00               | - Vinicius 'Vini' Alexandre 20' - Matheus 'Chaveirinho' da Cruz 20+1', 37' (pen.) - Luís 'Boolt' Richieri 22' - Nobru pen.' | Reporte   | - 1' Guillaume Lesec - 20+1' Moussa SAO - 21' Nassim L'Ghoul - 26' (pen.) Pfut |                             |  |

| 12 de junio de 2025 | Dendele FC                                                                                            | 5:6 (3:2) | Porcinos FC                                                                                        | KL France Arena, Villepinte |  |
| 21:00               | - Lyncoln Oliveira 1' - Erick 'Kaká' Kapamadjian 12', 20+1' - Canhoto 31' (s.o.) - LuquEt4 36' (pen.) | Reporte   | - 3' Gerard Vacas - 20+2' Gilles Vidal - 22' Marc Pelaz - 29' Nico Santos - 40+2' (x2) Nadir Louah |                             |  |

| 12 de junio de 2025 | Furia FC                                                                                           | 8:1 (6:0) | Unit3d            | KL France Arena, Villepinte |  |
| 22:00               | - Victor Hugo 2' - Ryan Lima 13' - Jeffinho 18' - Leleti 19', 20+1', 20+2' (s.o.) - Lipão 40' (x2) | Reporte   | - 27' Alseny Sano |                             |  |

### Semifinales
| 13 de junio de 2025 | Los Troncos FC | 6:5 (3:3) | Fluxo FC                                                                                        | KL France Arena, Villepinte |  |
| 21:00               | - Eloy Amoedo 1' - Gerard Nolla 16' - Diego Jiménez 19' - Perxitaa 36' (pen.) - Oriol Boada 37' - Carlos Ferres 38' (s.o.) | Reporte   | - 7' Caio Sanchez - 20+1' Matheus 'Chaveirinho' da Cruz - 20+2', 40' (x2) Luís 'Boolt' Richieri |                             |  |

| 13 de junio de 2025 | Porcinos FC                                                                            | 5:4 (1:4) | Furia FC                                                    | KL France Arena, Villepinte |  |
| 22:00               | - Adrián Lledó 4' - Ibai Llanos 25' (pen.) - Gilles Vidal 27' - Nadir Louah 40+1' (x2) | Reporte   | - 1' Victor Hugo - 14' Ryan Lima - 19' Leleti - 20+1' Lipão |                             |  |

### Final
| 14 de junio de 2025 | Los Troncos FC                                               | 6:3 (4:1) | Porcinos FC                                      | Paris La Défense Arena, Nanterre |  |
| 21:00               | - Carles Planas 1', 3' - Gerard Nolla 19', 20+1', 40+2' (x2) | Reporte   | - 20', 32' (pen.) Gilles Vidal - 31' Nadir Louah |                                  |  |

## Estadísticas

### Clasificación general
Las tablas de rendimiento no reflejan la clasificación final de los equipos, sino que muestran el rendimiento de los mismos atendiendo a la ronda final alcanzada. Se consideran los puntos según la normativa de las ligas regulares de Kings League:
- 3 puntos por victoria
- 2 puntos por victoria en tanda de shootouts
- 1 punto por derrota en tanda de shootouts
- 0 puntos por derrota

| Pos. | Equipo                | Pts | PJ | PG | PGs | PPs | PP | GF | GC | Dif. | Rend.   |
| ---- | --------------------- | --- | -- | -- | --- | --- | -- | -- | -- | ---- | ------- |
| 1    | Los Troncos FC        | 18  | 6  | 6  | 0   | 0   | 0  | 28 | 17 | 11   | 100,00% |
| 2    | Porcinos FC           | 15  | 6  | 5  | 0   | 0   | 1  | 34 | 29 | 5    | 83,33%  |
| 3    | Furia FC              | 12  | 5  | 4  | 0   | 0   | 1  | 36 | 19 | 17   | 80,00%  |
| 4    | Fluxo FC              | 12  | 6  | 4  | 0   | 0   | 2  | 31 | 25 | 6    | 66,67%  |
| 5    | Gear 7 FC             | 10  | 5  | 3  | 0   | 1   | 1  | 24 | 21 | 3    | 66,67%  |
| 6    | Unit3d                | 9   | 4  | 3  | 0   | 0   | 1  | 23 | 17 | 6    | 75,00%  |
| 7    | Panam All Starz       | 9   | 4  | 3  | 0   | 0   | 1  | 21 | 16 | 5    | 75,00%  |
| 8    | Dendele FC            | 9   | 4  | 3  | 0   | 0   | 1  | 23 | 21 | 2    | 75,00%  |
| 9    | xBuyer Team           | 6   | 4  | 2  | 0   | 0   | 2  | 28 | 19 | 9    | 50,00%  |
| 10   | Desimpedidos Goti     | 6   | 4  | 2  | 0   | 0   | 2  | 21 | 15 | 6    | 50,00%  |
| 11   | FC Zeta               | 6   | 3  | 2  | 0   | 0   | 1  | 16 | 12 | 4    | 66,67%  |
| 12   | F2R                   | 6   | 4  | 2  | 0   | 0   | 2  | 17 | 19 | -2   | 50,00%  |
| 13   | Los Chamos FC         | 6   | 4  | 2  | 0   | 0   | 2  | 13 | 20 | -7   | 50,00%  |
| 14   | Persas FC             | 5   | 3  | 1  | 1   | 0   | 1  | 9  | 8  | 1    | 55,56%  |
| 15   | Karasu                | 5   | 4  | 1  | 1   | 0   | 2  | 20 | 21 | -1   | 41,67%  |
| 16   | Futbolistas Locos FC  | 4   | 4  | 0  | 2   | 0   | 2  | 14 | 22 | -8   | 33,33%  |
| 17   | La Capital CF         | 4   | 3  | 1  | 0   | 1   | 1  | 11 | 11 | 0    | 44,44%  |
| 18   | Ultimate Móstoles     | 4   | 3  | 1  | 0   | 1   | 1  | 10 | 12 | -2   | 44,44%  |
| 19   | Miami 7               | 3   | 3  | 1  | 0   | 0   | 2  | 17 | 13 | 4    | 33,33%  |
| 20   | SXB FC                | 3   | 3  | 1  | 0   | 0   | 2  | 15 | 15 | 0    | 33,33%  |
| 21   | Jijantes FC           | 3   | 3  | 1  | 0   | 0   | 2  | 12 | 16 | -4   | 33,33%  |
| 22   | Galácticos del Caribe | 3   | 3  | 1  | 0   | 0   | 2  | 11 | 15 | -4   | 33,33%  |
| 23   | Boomers               | 3   | 3  | 1  | 0   | 0   | 2  | 16 | 24 | -8   | 33,33%  |
| 24   | Jynxzi FC             | 2   | 3  | 0  | 1   | 0   | 2  | 10 | 19 | -9   | 22,22%  |
| 25   | Ultra Chmicha         | 1   | 2  | 0  | 0   | 1   | 1  | 9  | 10 | -1   | 16,67%  |
| 26   | Murash FC             | 1   | 2  | 0  | 0   | 1   | 1  | 8  | 10 | -2   | 16,67%  |
| 27   | ERA Colonia           | 0   | 2  | 0  | 0   | 0   | 2  | 9  | 11 | -2   | 0,00%   |
| 28   | Zaytouna FC           | 0   | 2  | 0  | 0   | 0   | 2  | 8  | 11 | -3   | 0,00%   |
| 29   | TRM FC                | 0   | 2  | 0  | 0   | 0   | 2  | 5  | 8  | -3   | 0,00%   |
| 30   | Olimpo United         | 0   | 2  | 0  | 0   | 0   | 2  | 4  | 9  | -5   | 0,00%   |
| 31   | Kunisports            | 0   | 2  | 0  | 0   | 0   | 2  | 7  | 16 | -9   | 0,00%   |
| 32   | G2 Football Club      | 0   | 2  | 0  | 0   | 0   | 2  | 3  | 12 | -9   | 0,00%   |

## Premios y reconocimientos

### Jugador del partido
Al finalizar cada encuentro el público elige a un jugador como el mejor del partido. El premio se otorga al jugador con mayor incidencia en el juego.
| Sistema suizo - 1.ª ronda | Sistema suizo - 1.ª ronda | Sistema suizo - 1.ª ronda | Sistema suizo - 1.ª ronda | Sistema suizo - 1.ª ronda | Sistema suizo - 1.ª ronda | Sistema suizo - 2.ª ronda | Sistema suizo - 2.ª ronda | Sistema suizo - 2.ª ronda | Sistema suizo - 2.ª ronda | Sistema suizo - 2.ª ronda | Sistema suizo - 2.ª ronda | Sistema suizo - 3.ª ronda | Sistema suizo - 3.ª ronda | Sistema suizo - 3.ª ronda | Sistema suizo - 3.ª ronda | Sistema suizo - 3.ª ronda | Sistema suizo - 3.ª ronda | Fase final      | Fase final | Fase final | Fase final | Fase final | Fase final |
| Jugador                   | Partido                   | Partido                   | Partido                   | Partido                   | Partido                   | Jugador                   | Partido                   | Partido                   | Partido                   | Partido                   | Partido                   | Jugador                   | Partido                   | Partido                   | Partido                   | Partido                   | Partido                   | Jugador         | Partido    | Partido    | Partido    | Partido    | Partido    |
| ------------------------- | ------------------------- | ------------------------- | ------------------------- | ------------------------- | ------------------------- | ------------------------- | ------------------------- | ------------------------- | ------------------------- | ------------------------- | ------------------------- | ------------------------- | ------------------------- | ------------------------- | ------------------------- | ------------------------- | ------------------------- | --------------- | ---------- | ---------- | ---------- | ---------- | ---------- |
| Amara Fofana              | F2R                       | 5                         | :                         | 3                         | MUR                       | Jordi Cano                | ZAY                       | 5                         | :                         | 6                         | LCA                       | Fuad El Amrani            | XBU                       | 10                        | :                         | 6                         | BMR                       | Domenico Rossi  | ZTA        | 6          | :          | 7          | GR7        |
| Leo Gol                   | DMG                       | 5                         | :                         | 3                         | ZAY                       | Juan Antonio Gallego      | G2F                       | 2                         | :                         | 9                         | MI7                       | Dani Liñares              | ULT                       | (1) 4                     | :                         | 4 (2)                     | FLC                       | Gerard Nolla    | TFC        | 4          | :          | 2          | CHA        |
| Matteo Perrotti           | ZTA                       | 5                         | :                         | 2                         | OUN                       | Marc Pelaz                | ULT                       | 3                         | :                         | 7                         | POR                       | Well Rodrigues            | GDC                       | 3                         | :                         | 5                         | CHA                       | Luís Boolt      | PRS        | 3          | :          | 5          | FLX        |
| Mohamed Boullouh          | ULC                       | 4                         | :                         | 5                         | PAS                       | Antonio Monterde          | DMG                       | 1                         | :                         | 4                         | PRS                       | Luís Boolt                | FLX                       | 6                         | :                         | 4                         | MI7                       | Nicolas Martins | PAS        | 7          | :          | 3          | F2R        |
| Well Rodrigues            | GDC                       | 5                         | :                         | 4                         | ERA                       | Daniel Santoro            | BMR                       | 6                         | :                         | 5                         | ERA                       | Gabriele Folla            | JFC                       | 4                         | :                         | 5                         | GR7                       | Marvin Emmanuel | U3D        | 7          | :          | 2          | FLC        |
| Diego de la Mata          | G2F                       | 1                         | :                         | 3                         | ULT                       | Issam Erraki              | FLC                       | (2) 5                     | :                         | 5 (1)                     | ULC                       | Abubacarry Juwara         | F2R                       | 4                         | :                         | 3                         | LCA                       | Gilles Vidal    | POR        | 8          | :          | 7          | XBU        |
| Matheus Dedo              | FUR                       | 8                         | :                         | 4                         | KNS                       | Well Rodrigues            | U3D                       | 6                         | :                         | 3                         | GDC                       | Yohan Mollo               | KRS                       | 7                         | :                         | 3                         | SXB                       | Canhoto         | DDL        | 9          | :          | 6          | DMG        |
| Gilles Vidal              | POR                       | 5                         | :                         | 4                         | MI7                       | Nicolas Martins           | FLX                       | 4                         | :                         | 5                         | PAS                       | Leo Gol                   | DMG                       | 9                         | :                         | 1                         | JXZ                       | Lipão           | FUR        | 7          | :          | 6          | KRS        |
| Luís Boolt                | FLX                       | 6                         | :                         | 3                         | FLC                       | Gianmarco Chironi         | GR7                       | 4                         | :                         | 2                         | OUN                       |                           |                           |                           |                           |                           |                           | Joan Verdú      | TFC        | 5          | :          | 4          | GR7        |
| Abdraman Toure            | BMR                       | 4                         | :                         | 9                         | U3D                       | Matteo Perrotti           | KRS                       | 3                         | :                         | 5                         | ZTA                       |                           |                           |                           |                           |                           |                           | Luís Boolt      | FLX        | 5          | :          | 4          | PAS        |
| Pol Ortega                | SXB                       | 4                         | :                         | 5                         | JFC                       | Diego Jiménez             | TFC                       | 4                         | :                         | 1                         | XBU                       |                           |                           |                           |                           |                           |                           | Marc Pelaz      | DDL        | 5          | :          | 6          | POR        |
| Davi Ilario               | PRS                       | (4) 2                     | :                         | 2 (3)                     | LCA                       | Lucas Hector              | DDL                       | 6                         | :                         | 5                         | F2R                       |                           |                           |                           |                           |                           |                           | Leleti          | FUR        | 8          | :          | 1          | U3D        |
| Gerard Nolla              | TFC                       | 3                         | :                         | 2                         | TRM                       | Toshiya Miyashita         | JXZ                       | (3) 5                     | :                         | 5 (2)                     | MUR                       |                           |                           |                           |                           |                           |                           | Gerard Nolla    | TFC        | 6          | :          | 5          | FLX        |
| Domenico Rossi            | GR7                       | (1) 4                     | :                         | 4 (2)                     | KRS                       | Tona Mejía                | TRM                       | 3                         | :                         | 5                         | CHA                       |                           |                           |                           |                           |                           |                           | Nadir Louah     | POR        | 5          | :          | 4          | FUR        |
| Fuad El Amrani            | XBU                       | 10                        | :                         | 1                         | CHA                       | Camilo Mena               | SXB                       | 8                         | :                         | 3                         | KNS                       |                           |                           |                           |                           |                           |                           | Gerard Nolla    | TFC        | 6          | :          | 3          | POR        |
| Tuco                      | DDL                       | 5                         | :                         | 4                         | JXZ                       | Capi                      | JFC                       | 3                         | :                         | 7                         | FUR                       |                           |                           |                           |                           |                           |                           |                 |            |            |            |            |            |